# Тумарка
Тумарка (чечен. Тумаран эркие) — покинутый аул в Итум-Калинском районе Чеченской Республики.

## География
Расположен на правом берегу реки Дзумсэхк, у южного склона хребта Басхой, к северо-востоку от районного центра Итум-Кали.
Ближайшие населённые пункты и развалины бывших аулов: на северо-западе — село Башен-Кале, на северо-востоке — бывший аул Башлага, на юге —  бывший аул Хилдехарой, на юго-востоке —  бывшие аулы Кештерой и Исмаилкалой, на юго-западе — бывший аул Данкалой.